# Brauerei Mondschein

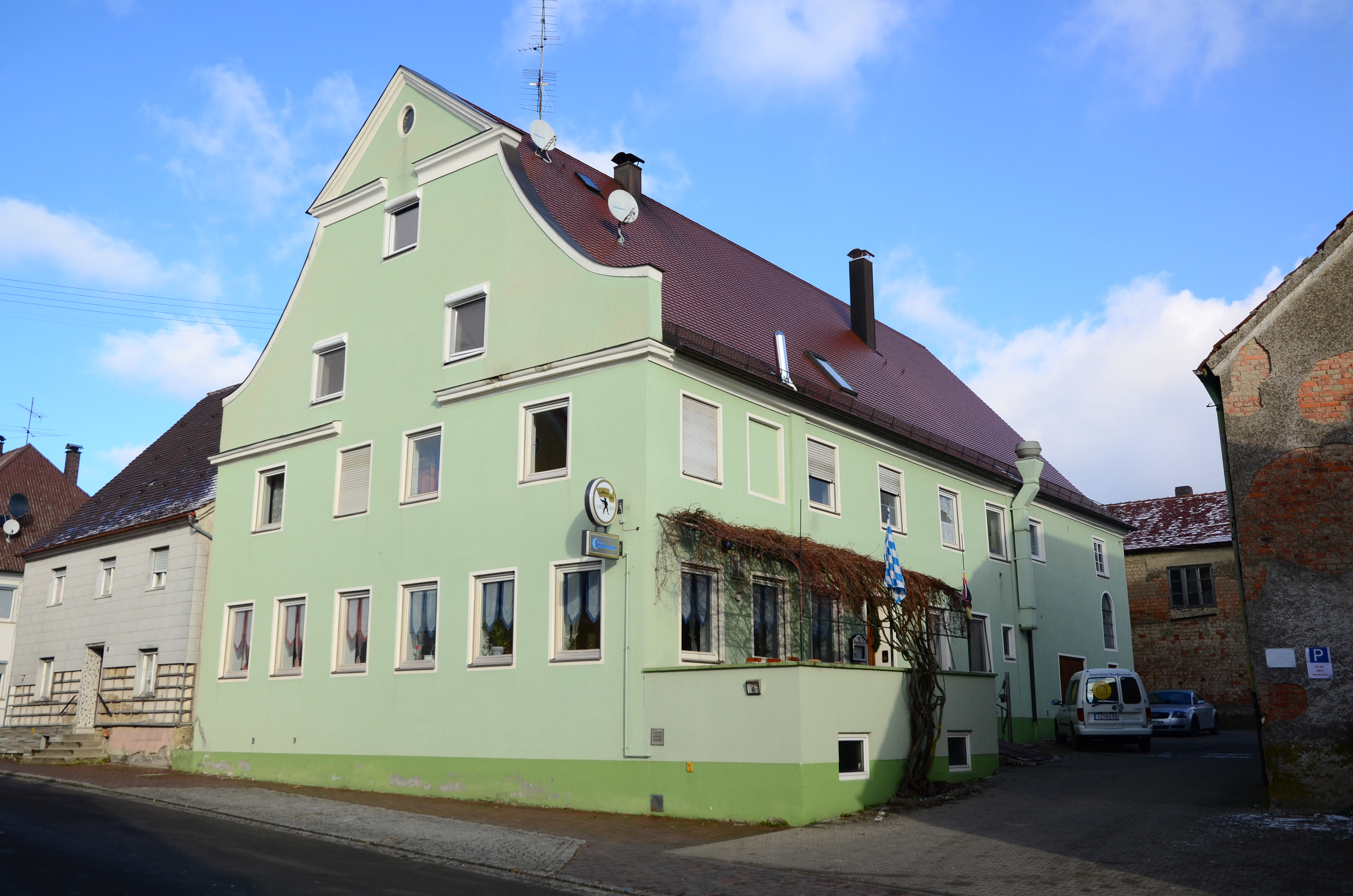
Brauerei Mondschein in Ichenhausen

Die Brauerei Mondschein in Ichenhausen, einer Stadt im Landkreis Günzburg im bayerischen Regierungsbezirk Schwaben, wurde 1825 errichtet. Die Brauerei an der Wiesgasse 6 ist ein geschütztes Baudenkmal.
Der Satteldachbau mit Schweifgiebel und -profilen wurde für die bereits zuvor an anderer Stelle existierende Gastwirtschaft Mondschein errichtet.